# Ogbourne Maizey
Ogbourne Maizey – osada w Anglii, w hrabstwie Wiltshire. Leży 42 km na północ od miasta Salisbury i 112 km na zachód od Londynu.